# Agostino Vallini
Agostino Vallini (n. 17 de abril de 1940 en Poli, Lacio; Provincia de Roma) es un cardenal y obispo italiano de la Iglesia católica, (obispo de Tortiboli y obispo de Albano). Desde 2008 hasta 2017 ejerció el cargo de vicario general de Su Santidad para la Diócesis de Roma, nombrado el 27 de junio de 2008 por el papa Benedicto XVI, sustituyendo al cardenal Camillo Ruini. El 26 de mayo de 2017 fue substituido en el cargo por Angelo de Donatis, obispo auxiliar de Roma en ese momento. También ha ocupado diferentes cargos en la Santa Sede, como prefecto, y ha sido arcipreste de la Basílica de San Juan de Letrán y Gran Canciller de la Pontificia Universidad Lateranense, (ambos cargos desde 2008).
Como cardenal obtiene el título cardenalicio con la Diaconía de San Pedro Damián en los Montes de San Pablo.

## Biografía
Agostino Vallini nacido el 17 de abril en el año 1940 en Poli (Italia) en la provincia de Roma. Hijo de padre originario de la Toscana, de la ciudad de Pomarance pero a los pocos años se trasladó con su familia a Barra, barrio de la ciudad de Nápoles. Su padre, era un suboficial de la Arma de Carabineros, y fue deportado a Alemania durante la Segunda Guerra Mundial y su familia, compuesta por su madre y su hermana se mudó a Corchiano, país de origen materno, en la provincia de Viterbo. Aquí Agustín se inició en la escuela y en la educación religiosa. Con el fin de la Segunda Guerra Mundial y el regreso del padre de la familia se trasladó a Caserta y luego a Nápoles, donde su padre desempeñaba el papel de mariscal de carabineros. En el año 1952 la muerte de su madre marcó su decisión final de entrar en el seminario.
Estudio en el seminario mayor y arzobispal de Nápoles y Teología en la Facultad del sur de Italia, en el S. Tommaso d'Aquino del campus, donde obtuvo su licenciatura en teología. Vallini también asistió a la Pontificia Universidad Lateranense, en Roma, donde obtuvo su doctorado en derecho canónico y derecho civil con una tesis sobre el nuevo Código de Derecho Canónico.

### Seminarista y sacerdote
Vallini después de completar doce años de formación sacerdotal en el seminario de Nápoles, fue ordenado sacerdote el día 19 de julio del 1964 de manos del obispo auxiliar de Nápoles Monseñor Vittorio Longo, a instancias del entonces arzobispo metropolitano, el Cardenal Castaldo Alfonso.
Las enseñanzas que recibió de la Pontificia Facultad Teológica de Nápoles, fueron decisivas en su formación, después de haber estado en contacto con gente de importancia, como Giovanni Bandini, Ciriaco Scanzillo, Mallardo Domingo, Vitale De Rosa, Ambrosani Antonio y Luis Eduardo Davino. En el año 1964, sintiéndose adecuado para los estudios, se matriculó en la Pontificia Universidad Lateranense, y obtuvo su doctorado en derecho canónico.  En el mismo fue discípulo de los grandes maestros, incluyendo al padre Anastasio Gutiérrez, claretiano. A través de él se reunió con el grupo emergente Lay "Follow Me", reconocido en 1965 por Mons. Abel Conejos (obispo de Sansepolcro), que posteriormente se convirtió en un miembro.

### Teólogo
Fue profesor, impartiendo la asignatura de derecho canónico en su alma mater, la Facultad Teológica de Italia Meridional. De 1971 a 1978 fue profesor de derecho canónico en la Pontificia Universidad Lateranense, mientras que también es asesor de la Federación Universitaria Católica Italiana, el movimiento Sígueme y la Unión de los Superiores Mayores de Italia. Más tarde se convirtió en rector del Gran Seminario arzobispal de Nápoles y asesor regional de la Acción Católica. A su regreso a Nápoles en el año 1978 se convirtió en rector del Seminario mayor hasta 1987, cuando asumió el cargo de decano de la S. Tommaso d'Aquino del campus, donde había continuado enseñando.
El Papa Juan Pablo II el día 16 de mayo de 1980 le otorgó el título de Prelado de Honor de Su Santidad

### Obispo
El día 23 de marzo de 1989, Vallini fue nombrado Obispo auxiliar de Nápoles y titular de Tortibulum por el papa Juan Pablo II. Tres meses más tarde, el 13 de mayo recibió su consagración episcopal por manos del cardenal Michele Giordano, fungiendo como co-consagrantes los arzobispos Luigi Diligenza y Antonio Ambrosanio, en la catedral de Nápoles. Vallini fue nombrado obispo de la Diócesis de Albano, el 13 de noviembre de 1999. 
El 27 de mayo de 2004, fue nombrado Prefecto del Tribunal Supremo de la Signatura Apostólica, más comúnmente conocido como la Signatura Apostólica, renunciando a la sede de Albano. Como prefecto de la Signatura, se desempeñó como la máxima autoridad judicial por debajo del papa en la Iglesia católica.

### Cardenal

Escudo cardenalicio, designado al cardenal Agostino Vallini.

A la muerte de Juan Pablo II el 2 de abril de 2005, Vallini y todos los principales puestos de la Santa Sede, de acuerdo con las disposiciones de la Universi dominici gregis cesan automáticamente sus funciones durante el proceso de elección del nuevo Papa. 
El día 21 de abril de 2006 el papa Benedicto XVI lo nombró cardenal, el día 24 de marzo de 2006 se celebró el consistorio siéndole otorgado la diaconía de San Pedro Damián en los Montes de San Pablo.
El 27 de junio de 2008 fue nombrado como sucesor del cardenal Camillo Ruini, vicario general de la Ciudad del Vaticano que se encarga de la diócesis de Roma en nombre del Papa es el arcipreste de la Archibasílica de San Juan de Letrán y Gran Canciller de la Pontificia Universidad Lateranense. El 24 de febrero de 2009, fue promovido al orden de los cardenales presbíteros, y su diaconía es elevada a pro hac vice, al Orden de los presbíteros.
Además de sus funciones como vicario general, el cardenal Vallini se desempeña como miembro de la Congregación para las Causas de los Santos; Congregación para los Obispos, Congregación para los Institutos de Vida Consagrada y Sociedades de Vida Apostólica; Congregación para la Evangelización de los Pueblos. También es miembro del Consejo Pontificio para los Textos Legislativos, la Administración del Patrimonio de la Sede Apostólica y el Consejo de Cardenales para el Estudio de Asuntos Organizacionales y Económicos de la Santa Sede.
Tras la renuncia del papa Benedicto XVI, Agostino Vallini fue uno de los 115 cardenales electores del Cónclave de 2013 donde fue elegido como nuevo sumo pontífice, el papa Francisco.
El 16 de diciembre de 2013 es confirmado como miembro de la Congregación para los Obispos, volviendo a ser confirmado el 2 de septiembre de 2017 usque ad octogesimum annum.
El 28 de octubre de 2014 fue confirmado como miembro de la Administración del Patrimonio de la Santa Sede.
El 27 de julio de 2016 es confirmado como miembro de la Congregación para las Causas de los Santos usque ad octogesimum annum.
El 26 de mayo de 2017 el Papa nombró un nuevo vicario de la diócesis de Roma: monseñor Angelo De Donatis, obispo auxiliar de Roma desde 2015. El Santo Padre aceptó así la renuncia, por razones de edad, presentada por el cardenal Vallini, quien en abril cumplió 77 años, y quien era vicario de Roma desde 2008.
El 1 de octubre de 2017 fue confirmado como miembro del Tribunal Supremo de la Signatura Apostólica usque ad octogesimum annum.
El 24 de octubre de 2017 fue nombrado Legado pontificio para la Basílica de San Francisco y de Santa María de los Ángeles de Asís.

## Puntos de Vista

### Elsiday la anticoncepción
La distribución de preservativos en las escuelas en el contexto de la lucha contra el sida, trivializa la sexualidad y la educación y deben ser combatidos por los padres en cuestión, según el cardenal Vallini. 
En un comunicado oficial, respondió a una decisión de las autoridades civiles de la provincia de Roma, para permitir la distribución de preservativos en máquinas expendedoras en las escuelas de secundaria. [ 2 ]

## Distinciones y condecoraciones
- Bailío gran cruz de justicia de la Sagrada Orden Militar Constantiniana de San Jorge Nápoles, 24 de marzo de 2006.
- Caballero Gran Cruz de la Orden "Por los servicios a la República de Italia" Roma, 4 de octubre de 2008.
- Bailío gran cruz de honor y devoción de la Orden de Malta Roma, 25 de mayo de 2006.

### Libros sobre Agostino Vallini
- Lambert M. Surhone . (2010). Cardinal Vallini: Kardinalvikar, Bistum Rom, Erzpriester, Lateran. ED: Betascript publishing.